# Centrul Democrat Umanist al Belgiei
Centre Démocrate Humaniste (CDH) înainte cunoscut ca Parti Social Chrétien este un partid politic în Belgia, catalogat drept centru de către majoritatea.